# Thérèse de France (1736-1744)
Marie-Thérèse-Félicité de France, dite Madame Sixième puis Madame Thérèse, est née le 16 mai 1736 au château de Versailles et est morte le 28 septembre 1744 à l'abbaye de Fontevraud. Elle est l'une des huit filles qu'eurent le roi Louis XV et la reine Marie Leszczynska sur les dix enfants qu'ils eurent. Enfant fragile et souvent malade, elle meurt atteinte par la petite vérole à l'âge de seulement huit ans.

## Biographie
Bien qu'elle fût la septième fille du couple royal, la cour l'appelait Madame Sixième  du fait de la mort, trois ans avant sa naissance, de sa sœur Marie-Louise de France.
En 1738, à l'âge d'à peine deux ans, elle est envoyée à l'abbaye de Fontevraud avec ses sœurs Victoire, Sophie et Louise. 
De santé fragile, la jeune Madame Sixième est souvent malade, supportant mal l'humidité des lieux. À l'automne 1744, la santé de la petite princesse se dégradant et les religieuses craignant pour sa vie et son salut, l'abbesse de Fontevraud décide de la faire baptiser sous les prénoms de Marie-Thérèse-Félicité et reçoit pour parrain Martin Tascher, valet de chambre du duc d'Anjou, et pour marraine Marguerite Suzanne Milsion, sa gouvernante. En effet, le 28 septembre, Félicité meurt. Elle sembla être regrettée de l'abbesse et de ses sœurs, des témoignages d'époque rapportant qu'elle était la plus joyeuse et la plus pétillante des quatre filles du roi présentes à l'abbaye. 
La roi et la reine ne purent, pour des raisons de coût et d'étiquette principalement, entreprendre un si long voyage (une dizaine de jours, le roi était aux armées et la reine à Lunéville auprès de son père le roi Stanislas) pour aller se recueillir sur le tombeau de leur fille. C'est néanmoins à la suite de la mort de la princesse qu'il n'avait pas vu grandir, que Louis XV commanda à Jean-Marc Nattier les célèbres portraits de ses trois filles Victoire, Sophie et Louise, survivantes à l'abbaye de Fontevraud.